# Acacia symonii
Acacia symonii é uma espécie de leguminosa do gênero Acacia, pertencente à família Fabaceae.